# 簇毛杜鹃
簇毛杜鹃（学名：Rhododendron wallichii）为杜鹃花科杜鹃花属下的一个种。

## 扩展阅读
- 維基物種上的相關：簇毛杜鹃